# Петтерссон, Эмиль
Эми́ль Пе́ттерссон (швед. Emil Pettersson; род. 14 января 1994, Сундсвалль) — шведский хоккеист, нападающий клуба «Тимро».

## Клубная карьера
Начал заниматься хоккеем в академии клуба «Онге». В 15 лет перешёл во вторую команду клуба в юниорской лиге до 18 лет. В сезоне 2010/11 Петтерссон перешёл в школу клуба «Тимро», где начал выступать в юниорских лигах. В сезоне 2011/12 стал лучшим бомбардиром чемпионата Швеции до 18 лет, набрав 19 (8+11) очков, а в плей-офф набрал 5 (1+4) очков. В сезоне 2012/13 был лучшим бомбардиром юниорской лиги до 20 лет, набрав 44 (13+31) очка. Петтерссон также в том же сезоне дебютировал в основной команде «Тимро», где он сыграл два матча регулярного чемпионата и два матча в Квалсериене, забросив одну шайбу. По итогам сезона команда попала в Аллсвенскан. В мае 2013 года Петтерссон продлил контракт с «Тимро» на один год. На драфте НХЛ 2013 года «Нэшвилл Предаторз» выбрал Петтерссон в шестом раунде, под общим 155-м номером. В своём дебютном сезоне набрал 14 очков (6+8) в 44 матчах регулярного сезона. Петтерссон также сыграл часть своего сезона в молодёжной команде до 20 лет, став вторым лучшим бомбардиром команды.
В сезоне 2014/15 годов набрал 35 очков (12+23) в составе «Тимро» в Аллсвенскане, по итогам сезона стал лучшим бомбардиром команды. В конце января 2015 года Петтерссон перешёл в «МОДО», выступающем в Шведской хоккейной лиге. В первом сезоне он забросил одну шайбу в двух матчах регулярного чемпионата и набрал 4 (1+3) очка в четырёх матчах отборочной серии. В марте 2015 года он продлил контракт с командой на два года.
Сезон 2015/16 стал первым полным сезоном Петтерссона в Шведской хоккейной лиге, он набрал 26 очков (12+14) в 52 матчах регулярного сезона и 5 (3+2) очков в семи матчах отборочного раунда. Петтерссон стал вторым лучшим бомбардиром «МОДО» в регулярном сезоне после Виктора Улофссона. Команда вылетела в Аллсвенскан в конце сезона, но Петтерссон не стал продлевать свой контракт и решил перейти в «Шеллефтео», подписав двухлетний контракт, чтобы продолжить свою карьеру в SHL. Однако уже 7 декабря 2016 года он перешёл в команду «Векшё Лейкерс». В регулярном сезоне SHL Петтерссон набрал 38 (15+23) очков, а в плей-офф стал лучшим бомбардиром «Лейкерс», набрав 7 (4+3) очков.
8 мая 2017 года Петтерссон подписал двухлетний контракт начального уровня с «Нэшвилл Предаторз», где начал выступать за его фарм-клуб «Милуоки Эдмиралс» в Американской хоккейной лиге. 4 января 2018 гола Петтерссон был включён в состав на матч звёзд АХЛ 2018. Всего в сезоне 2017/18 провёл 72 матча, набрав 46 (13+33) очков, став лучшим бомбардиром команды. В сезоне 2018/19 Петтерссон продолжил лидировать в атаке «Эдмиралс», набрав 33 (11+22) очка в 49 играх. 8 февраля 2019 года был обменян в клуб «Аризона Койотис» на Лорана Дофина, где он начал выступать за фарм-клуб «Тусон Роудраннерс». Летом 2019 года завершил своё выступление в Северной Америке, покинув «Койотис» в качестве ограниченно свободного агента.
13 июня 2019 года вернулся на родину и подписал двухлетний контракт со своим бывшим клубом «Векшё Лейкерс» из SHL. Сыграл в его составе два сезона, проведя 118 матчей, набрав 80 (34+46) очков. В сезоне 2020/21 стал лучшим бомбардиром команды и стал чемпионом Швеции. 13 июля 2021 года перешёл в московский «Спартак», выступающий в Континентальной хоккейной лиге, подписав контракт на один сезон. В сезоне 2021/22 провёл 47 матчей, в которых набрал 25 (13+12) очков. 9 апреля 2022 года вернулся в свой первый клуб — «Тимро», заключив контракт на пять лет.

## Карьера в сборной
С 2013 по 2014 года выступал за молодёжную сборную Швеции, проведя в её составе 3 матча, забросив 2 шайбы. 7 апреля 2016 года дебютировал в национальной сборной Швеции на Еврохоккейчеллендже в Оскарсхамне в матче против сборной Швейцарии. Первую шайбу за сборную забросил 3 апреля 2017 года в Будапеште против сборной Венгрии.

## Личная жизнь
Младший брат Петтерссона — Элиас, также нападающий, с 2018 года выступает за «Ванкувер Кэнакс».

## Достижения
Командные
- Чемпион Швеции: 2021

Личные
- Участник Матча звёзд АХЛ: 2018

## Статистика

### Клубная
| 2011/12     | Тимро             | J20         | 17  | 4  | 2  | 6   | 10 | 3  | 1 | 1 | 2  | 2  |
| 2012/13     | Тимро             | J20         | 44  | 13 | 31 | 44  | 38 | 2  | 0 | 0 | 0  | 2  |
| 2012/13     | Тимро             | SEL         | 2   | 0  | 0  | 0   | 0  | —  | — | — | —  | —  |
| 2013/14     | Тимро             | J20         | 12  | 10 | 9  | 19  | 12 | 2  | 2 | 0 | 2  | 4  |
| 2013/14     | Тимро             | Allsv       | 44  | 6  | 8  | 14  | 12 | —  | — | — | —  | —  |
| 2014/15     | Тимро             | Allsv       | 52  | 12 | 23 | 35  | 16 | —  | — | — | —  | —  |
| 2014/15     | МОДО              | SHL         | 2   | 1  | 0  | 1   | 2  | —  | — | — | —  | —  |
| 2015/16     | МОДО              | SHL         | 52  | 12 | 14 | 26  | 8  | —  | — | — | —  | —  |
| 2016/17     | Шеллефтео         | SHL         | 24  | 6  | 6  | 12  | 4  | —  | — | — | —  | —  |
| 2016/17     | Векшё Лейкерс     | SHL         | 27  | 9  | 17 | 26  | 8  | 6  | 4 | 3 | 7  | 4  |
| 2017/18     | Милуоки Эдмиралс  | AHL         | 72  | 13 | 33 | 46  | 32 | —  | — | — | —  | —  |
| 2018/19     | Милуоки Эдмиралс  | AHL         | 49  | 11 | 22 | 33  | 24 | —  | — | — | —  | —  |
| 2018/19     | Тусон Роудраннерс | AHL         | 12  | 0  | 5  | 5   | 4  | —  | — | — | —  | —  |
| 2019/20     | Векшё Лейкерс     | SHL         | 52  | 10 | 15 | 25  | 28 | —  | — | — | —  | —  |
| 2020/21     | Векшё Лейкерс     | SHL         | 52  | 22 | 26 | 48  | 20 | 14 | 2 | 5 | 7  | 6  |
| 2021/22     | Спартак (Москва)  | КХЛ         | 42  | 13 | 11 | 24  | 16 | 5  | 0 | 1 | 1  | 4  |
| Всего в SHL | Всего в SHL       | Всего в SHL | 209 | 60 | 78 | 138 | 90 | 20 | 6 | 8 | 14 | 10 |
| Всего в AHL | Всего в AHL       | Всего в AHL | 133 | 24 | 60 | 84  | 60 | —  | — | — | —  | —  |